# Highampton
Highampton is een civil parish in het bestuurlijke gebied West Devon, in het Engelse graafschap Devon. Het dorp werd vermeld in het Domesday Book van 1086, met een bevolking van 32 huishoudens. In 2001 telde het dorp 196 inwoners. Het dorp heeft 16 vermeldingen op de Britse monumentenlijst. Daaronder bevindt zich 'The Golden Inn', een zeventiende-eeuwse herberg, die vermoedelijk als boerderij werd gebouwd.